# Kawatana
Kawatana (japanska: 川棚町?, Kawatana-chō) är en landskommun (köping) i Nagasaki prefektur i Japan. 